# Oratorio del Purgatorio
L'oratorio del Purgatorio è un edificio religioso situato a Tempio Pausania, centro abitato della Gallura, nella Sardegna nord-orientale. Consacrato al culto cattolico,  appartiene alla  diocesi di Tempio-Ampurias.
La sua costruzione sarebbe attribuita a un potente del luogo, Gavino Misorro, che la edificò a sue spese nel 1679 su imposizione del papa in cambio del perdono  per l'uccisione di 18 suoi nemici. Le sue iniziali sono impresse nell'acquasantiera mentre la data di costruzione è riportata nell'architrave del portale d'ingresso.

La chiesa custodisce una grande tela attribuita al pittore marchigiano Giuseppe Ghezzi, vissuto tra il 1634 e il  1721.